# جيم سوليفان (لاعب كرة قاعدة)
جيم سوليفان (بالإنجليزية: Jim Sullivan)‏ هو لاعب كرة قاعدة أمريكي، ولد في 5 أبريل 1894، وتوفي في 12 فبراير 1972 في بورتونسفيل في الولايات المتحدة.

## وصلات خارجية
- جيم سوليفان على موقعبيزبول رفرنس.كوم (الدوري الرئيسي) (الإنجليزية)
- جيم سوليفان على موقعبيزبول رفرنس.كوم (الدوري الثانوي) (الإنجليزية)